# Nuoto per salvamento ai Giochi mondiali 2022 - 200 m ostacoli femminile
La gara dei 200 m nuoto ostacoli femminile di nuoto per salvamento ai Giochi mondiali 2022 si è svolta il 10 luglio 2022 a Birmingham. Il programma non prevedeva turni preliminari ma solamente la finale.

## Risultati
| Pos | Atleta               | Nazione  | Tempo   |
| --- | -------------------- | -------- | ------- |
|     | Nina Holt            | Germania | 2:05.51 |
|     | Anna Pirovano        | Italia   | 2:07.48 |
|     | Alicja Tchorz        | Polonia  | 2:07.86 |
| 4   | Zsuzsanna Jakabos    | Ungheria | 2:08.42 |
| 5   | Francesca Pasquino   | Italia   | 2:09.14 |
| 6   | Paula Zukowska       | Polonia  | 2:11.07 |
| 7   | Alba Gomez Mesias    | Spagna   | 2:14.39 |
| 8   | Nuria Payola Anglada | Spagna   | 2:15.22 |